# Екатерина Павловна
Великая княжна Екатерина Павловна (10 (21) мая 1788, Царское Село — 9 января 1819, Штутгарт) — дочь императора Павла I и его супруги Марии Фёдоровны, в первом браке принцесса Ольденбургская (1809—1812), во втором — королева Вюртемберга (1816—1819); любимая сестра императора Александра I.

## Биография
Екатерина Павловна родилась пополудни в сорок минут 4го часа 10 (21) мая 1788 года в Екатерининском дворце, Царское Село, и была шестым ребёнком и четвёртой дочерью в семье наследника престола великого князя Павла Петровича и великой княгини Марии Фёдоровны.
В этот день в Камер-фурьерском журнале была сделана запись

10 мая, в среду, в 40к минут 4го часа пополудни в присутствии Её императорского величества, Её императорское высочество государыня великая княгиня благополучно разрешилась от бремени, и всевышний Бог даровал Их императорским высочествам дочь, а Её императорскому величеству внучку, которой наречено имя Екатерина.

Официальное сообщение о рождении великой княжны было опубликовано в газете «Санкт-Петербургские ведомости» 16 мая 1788 года:

 Десятого мая, около четырёх часов пополудни, её императорское высочество, благочестивая великая княгиня Мария Фёдоровна разрешилась от бремени девочкой, которой было дано имя Екатерина. Вечером того же дня (по местному времени) в ознаменование столь радостного события в обеих крепостях был произведён орудийный салют. На второй и третий день был отслужен благодарственный молебен.
Оригинальный текст (рус. дореф.)Сего Маiя 10 числа въ исходѣ четвертаго часа по полудни Ея Императорское Высочество, Благовѣрная Государыня Великая Княгиня МАРIЯ ѲЕОДОРОВНА, разрѣшилась благополучно отъ бремени Великою Княжною, которой наречено имя ЕКАТЕРИНА. Въ тотъ же день въ вечеру возвѣщено было здѣшнему городу сiё столь радостное произшествiе пушечною съ обѣихъ крѣпостей пальбою; а на другой день и на третiй день во всѣхъ здѣшнихъ церьквахъ по Литургiи отправлялись благодарственныя молебствiя съ колѣнопреклоненiемъ.

На следующий день императрица сообщала Григорию Потёмкину: «Дорогой друг, князь Григорий Александрович! Вчера великая княгиня родила дочь, которую назвали в мою честь Екатериной». Роды были тяжёлыми, что следует из письма Екатерины II: «… вчера жизнь матери буквально висела на волоске. Как только я заметила опасность, тотчас приказала врачу принять все необходимые меры, и теперь муж и жена благодарны мне за это».

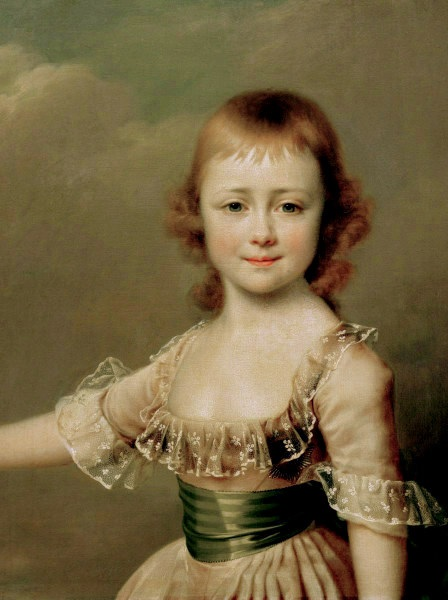
Екатерина Павловна на портрете Д. Г. Левицкого

Крещена была 21 мая 1788 года в Царском Селе, к купели новорождённую несла Е. Р. Дашкова, рядом с ней по правую руку шёл А. А. Нарышкин, по левую — генерал Н. И. Салтыков. Крёстной была сама императрица. Первые годы Екатерина Павловна провела в тесном семейном кругу под присмотром баронессы Ш. Ливен. С семилетнего возраста к ней была приставлена г-жа Алединская, к которой Екатерина сохранила дружеские отношения до конца своих дней. Её обучали лучшие учителя: профессор Крафт преподавал математику, академик фон Шторх — экономику, дю Пюже — историю, географию и французский язык, а живопись — А. Е. Егоров. По словам императрицы, она росла «здоровым, толстеньким, с хорошенькими глазками ребёнком».
Вопрос о замужестве дочерей для Марии Фёдоровны был очень важен. Она старалась, чтобы политические интересы не противоречили их личным симпатиям. В 1799 году в Петербург прибыли послы герцога Максимилиана Баварского, чтобы обсудить условия брачного контракта между его старшим сыном Людвигом и великой княжной Екатериной. Но сославшись на юный возраст невесты, императрица отвергла их предложение. В 1804 году герцог Баварский вновь попытался договориться об этом брачном союзе, и предложение было встречено согласием, но дальше дело не продвинулось. В 1806 году Екатерина Павловна получила аналогичное предложение от прусского двора. Брак принца Генриха Прусского с русской княжной был выгоден Пруссии для борьбы с Наполеоном, но в Петербурге это предложение было встречено без особого энтузиазма.

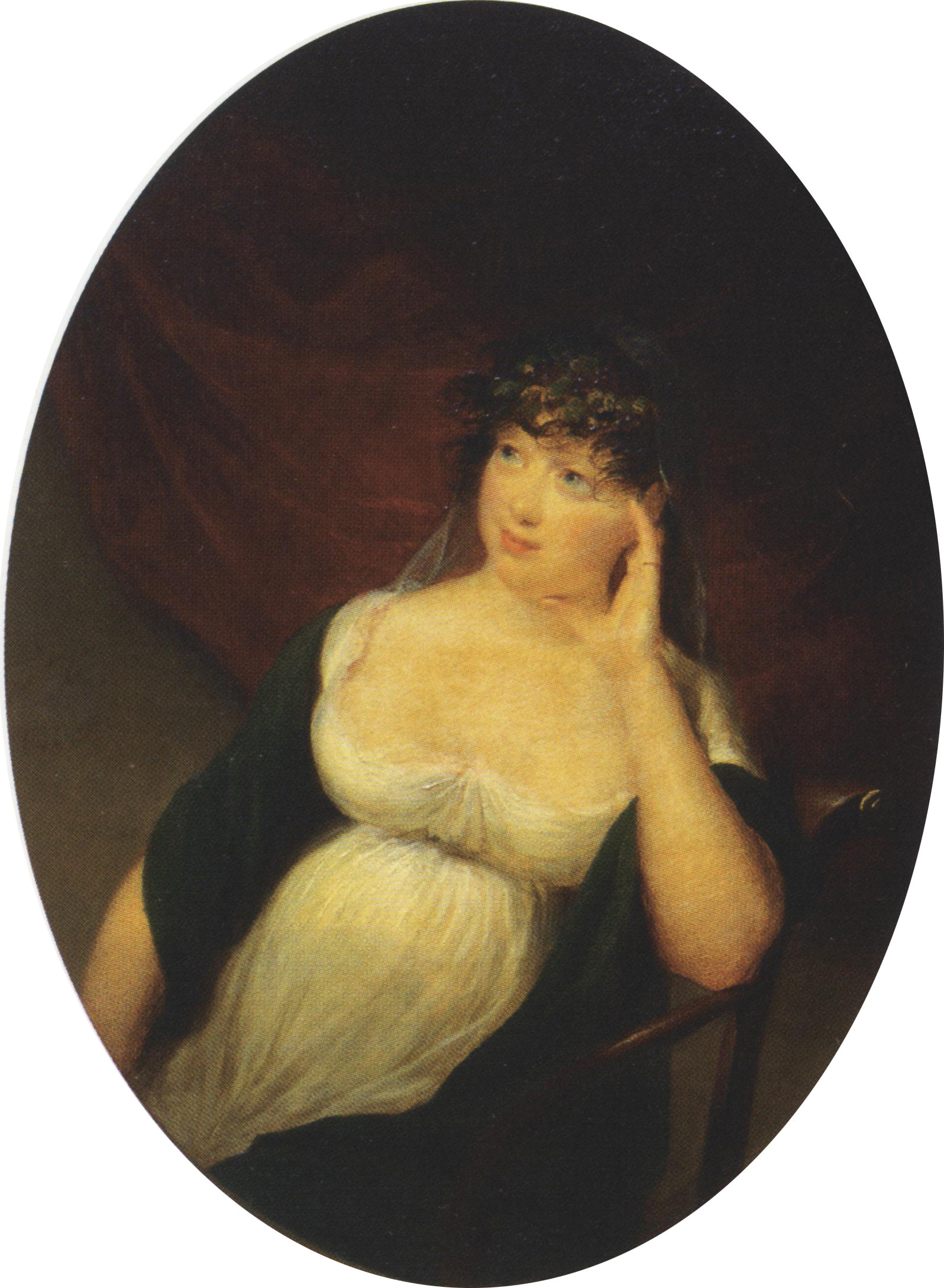
Екатерина Павловна (1805)

В это время мать и дочь вынашивали более честолюбивые планы, желая породниться с Габсбургами. В 1807 году Екатерина Павловна решила стать третьей женой только что овдовевшего императора Священной Римской империи Франца II. Александр I был против этого союза и советовал сестре отказаться от этой мысли. Но императрица и её дочь вели свою политику и поручили князю Куракину решить этот деликатный вопрос. Заключение Тильзитского мира положило конец их матримониальным планам. Александр I приказал Куракину прекратить все переговоры с Веной. Понимая, что надо подыскивать другую кандидатуру, Мария Фёдоровна и Екатерина продолжали выбирать потенциального мужа.
Их поиски продолжались с лета 1807 года вплоть до конца 1808 года. Среди обсуждаемых кандидатов был кронпринц Вильгельм Вюртембергский, но главной их целью были австрийские эрцгерцоги Фердинанд и Иоганн. И мать и дочь при выборе будущего жениха отдавали предпочтение эрцгерцогу Фердинанду и планировали пригласить его в Петербург, предложив ему чин фельдмаршала. Однако Фердинанд не хотел покидать венский двор и не спешил жениться. К лету 1808 года мечты великой княжны о династических связях с Австрией окончательно рухнули. Вскоре на Эрфуртском свидании государей французский дипломат Талейран сделал неожиданное предложение императору Александру I, попросив руки княжны Екатерины для Наполеона. «Александр был не прочь согласиться на этот брак, — писала в своих воспоминаниях одна из фрейлин при дворе российского императора, графиня София Шуазёль-Гуфье, — но встретил такую сильную оппозицию со стороны вдовствующей императрицы Марии Фёдоровны и самой молодой великой княжны, что должен был им уступить».
По словам князя А. Б. Куракина, великая княжна «обладала умом и духом, имела силу воли, она не была создана для тесного круга, робость ей совершенно не была свойственна, смелость и совершенство, с которыми она ездила верхом, способны были возбудить зависть даже в мужчинах». С таким характером, пока шли обсуждения её брачных проектов, Екатерина Павловна позволяла себе заводить романы. Первым её серьёзным увлечением был князь Михаил Петрович Долгоруков. По сообщению его родственника, В. П. Толстого, князь Долгоруков был влюблён в великую княжну, и она отвечала ему взаимностью. Но князь погиб во время Русско-шведской войны.
Позже Екатерина увлеклась Багратионом, который два лета кряду был комендантом в Павловске. Между любовниками велась интимная переписка. Эти письма, по признанию Екатерины Павловны, были способны её «жестко скомпрометировать, попав в чужие руки». Багратион всегда возил с собой её портрет. Из писем императрицы Елизаветы Алексеевны к матери, маркграфине Баденской, великосветское общество узнало о романе Екатерины Павловны и Багратиона. «Я никогда не видела более странную юную персону, — писала императрица, — она вступила на дурной путь, поскольку примером для подражания в своем поведении и даже манере выбрала брата Константина. Она говорит так, как не должна говорить женщина и в сорок лет, не говоря уже о девятнадцатилетней девушке. Если бы князь Багратион не был столь некрасив, Екатерине грозила бы опасность совсем потерять голову». Их отношения прекратились только в 1809 году, когда Екатерина вышла замуж.

## Первый брак

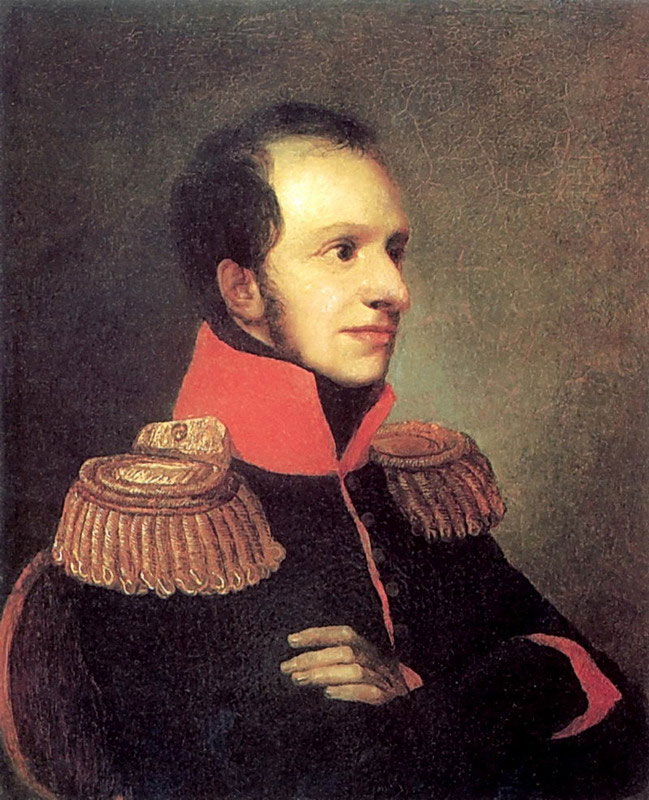
Георг Ольденбургский (1811)

В середине 1808 года на руку великой княжны было ещё два кандидата — Леопольд Саксен-Кобургский и принц Георг Ольденбургский (1784—1812). После некоторого колебания, Екатерина Павловна выбрала своего двоюродного брата (их матери были родными сестрами), принца Георга. В апреле 1808 года он в очередной раз приехал в Петербург, чтобы вступить на гражданскую службу в России. Ему была предложена должность губернатора либо в Ревеле, либо в Белоруссии; он выбрал последнее. Осенью 1808 года его брак с великой княжной стал делом решённым.
По мнению Жозефа де Местра, «брак этот во всех отношениях был неравный, но разумный и достойный великой княжны, которая в одинаковой степени была умна и любезна». «Внешность принца малоприятна, — писала Елизавета Алексеевна матери, — хотя русский мундир его несколько приукрасил; зато все хвалят его характер. Он образован, имеет собственное мнение, и, кроме того, между ними обоими явная симпатия, что является решающим в браке. Я бы никогда не поверила, что он может возбудить любовь, но княжна уверяет, что как супруг он нравится ей, а внешность не играет для неё никакой роли. Нахожу это очень разумным».
1 января 1809 года княжна Екатерина Павловна была обручена с принцем Георгом, а 18 апреля состоялась их свадьба. На день их бракосочетания Державин написал стихотворение «Геба». Первое время супруги жили в Зимнем дворце, лето они провели в Павловске. Осенью 1809 года они переехали в Тверь, куда принц был назначен генерал-губернатором. По словам современницы, «великая княгиня была из себя красавица: темноволосая, с темно-синими глазами, белая и скоро говорила по-русски. В Твери её очень все любили за обходительный нрав. Она часто давала балы во дворце и одинаково приветливо принимала и дворянина, и купца, и даже молоденького офицера; просила, чтобы все веселились у неё без чинов». Тверской дворец Екатерины Павловны стал местом сосредоточения консервативной оппозиции, которая успешно боролась с деятельностью М. М. Сперанского. Политический салон принцессы посещали граф Ф. В. Ростопчин, И. И. Дмитриев и Н. М. Карамзин, читавший императору Александру I отрывки из своей «Истории». По предложению Екатерины Павловны, историограф составил свою известную записку «О древней и новой России», которую великая княгиня передала императору. Эта записка вызвала некоторое охлаждение императора к Карамзину, впоследствии устранённое стараниями великой княгини.

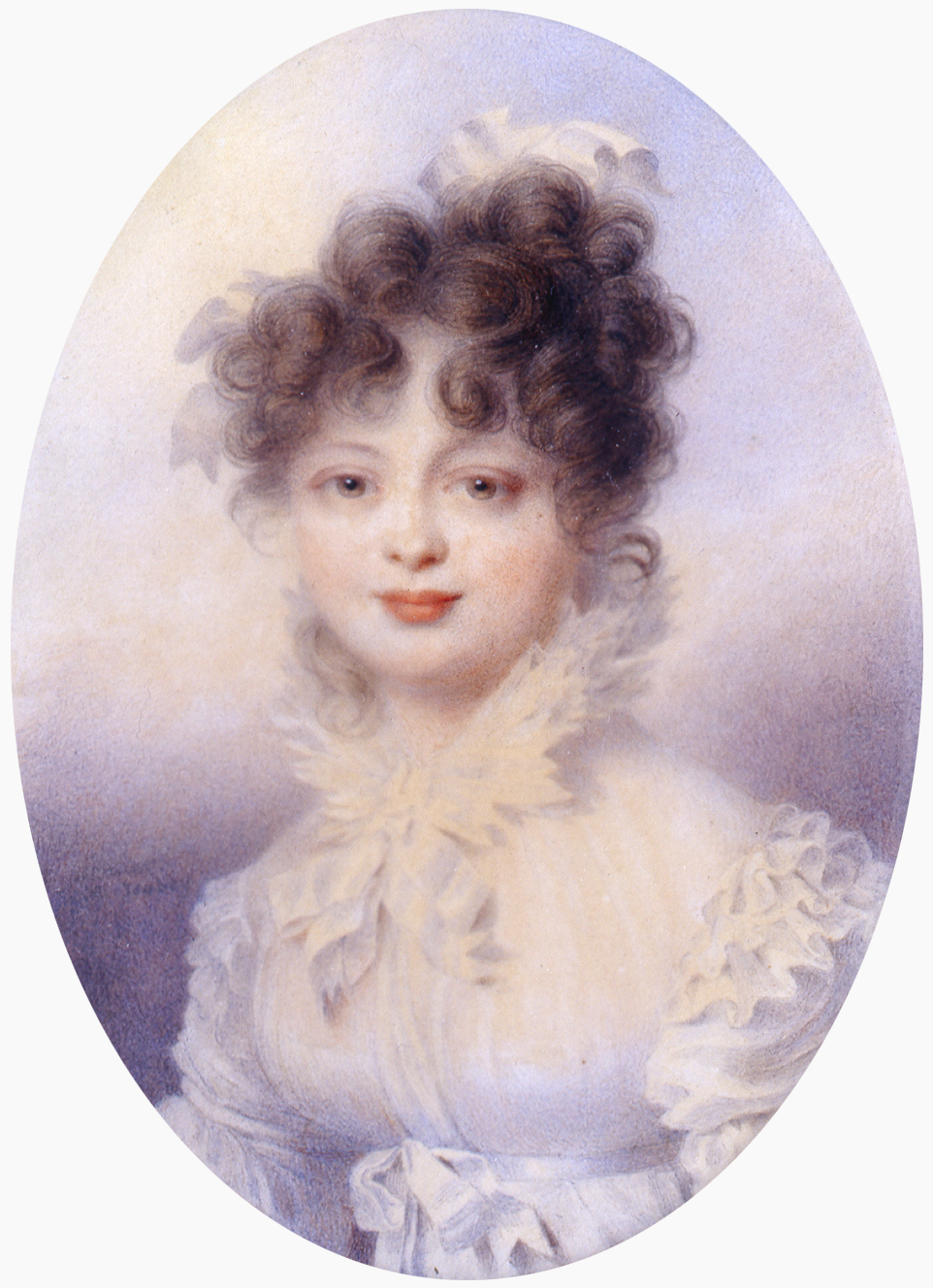
Екатерина Павловна

Отношения с братом, императором Александром I, были у Екатерины Павловны более чем сложные. В Твери двор Екатерины Павловны стал центром консервативной оппозиции Александру I, к которой, помимо Ростопчина и Багратиона, принадлежали председатель Государственного совета Н. И. Салтыков, председатель Комитета министров С. К. Вязмитинов, государственный секретарь А. С. Шишков. Вынашивался даже замысел устранения царя и возведения его сестры на престол как Екатерины III. Сама Екатерина Павловна отошла от оппозиции летом 1812 года, после царского письма с недвусмысленным намёком, что продолжение интриг будет рассматриваться как государственная измена и пособничество Наполеону.
В 1812 году Екатерина Павловна оказала горячую поддержку идее народного ополчения, в том числе сформировав из своих удельных крестьян Егерский великой княгини Екатерины Павловны батальон, участвовавший почти во всех главных сражениях той эпохи. 15 декабря 1812 года Екатерина Павловна лишилась своего супруга. Во время посещения одного из лазаретов в Твери принц заразился сыпным тифом и через несколько дней умер. После смерти мужа Екатерина Павловна серьёзно заболела (кататонией) и была перевезена в Петербург к матери. С ней ежедневно случались припадки, во время которых она теряла сознание, а её тело становилось неподвижным. В марте 1813 года для поправления здоровья она уехала за границу, где путешествовала инкогнито под именем графини Романовой. Её путь лежал сначала на воды Богемии и далее в Вену. В Теплице она встретилась с сестрой Марией Павловной, откуда в мае 1813 года обе дамы переехали в Прагу. В июне они ездили в Опочно, где встречались с братом Александром, после чего через Карлсбад вернулись назад в Прагу. В сентябре 1813 года Екатерина Павловна с сестрой переехала в Вену и подружилась там с императрицей Марией Людовикой, чьё место когда-то мечтала занять. Император Франц II был не в восторге от их дружбы, на что Мария Людовика писала ему в октябре 1813 года:

«Ты спрашиваешь меня, кому из обеих сестёр я отдаю предпочтение, я должна высказаться в пользу Екатерины, и как ни любезна Мария, я убеждена, что со временем и тебе Екатерина показалась бы намного достойнее; никого другого в мире не судят так превратно, как её, никому другому не чужды дух интриг и властолюбия так, как ей».

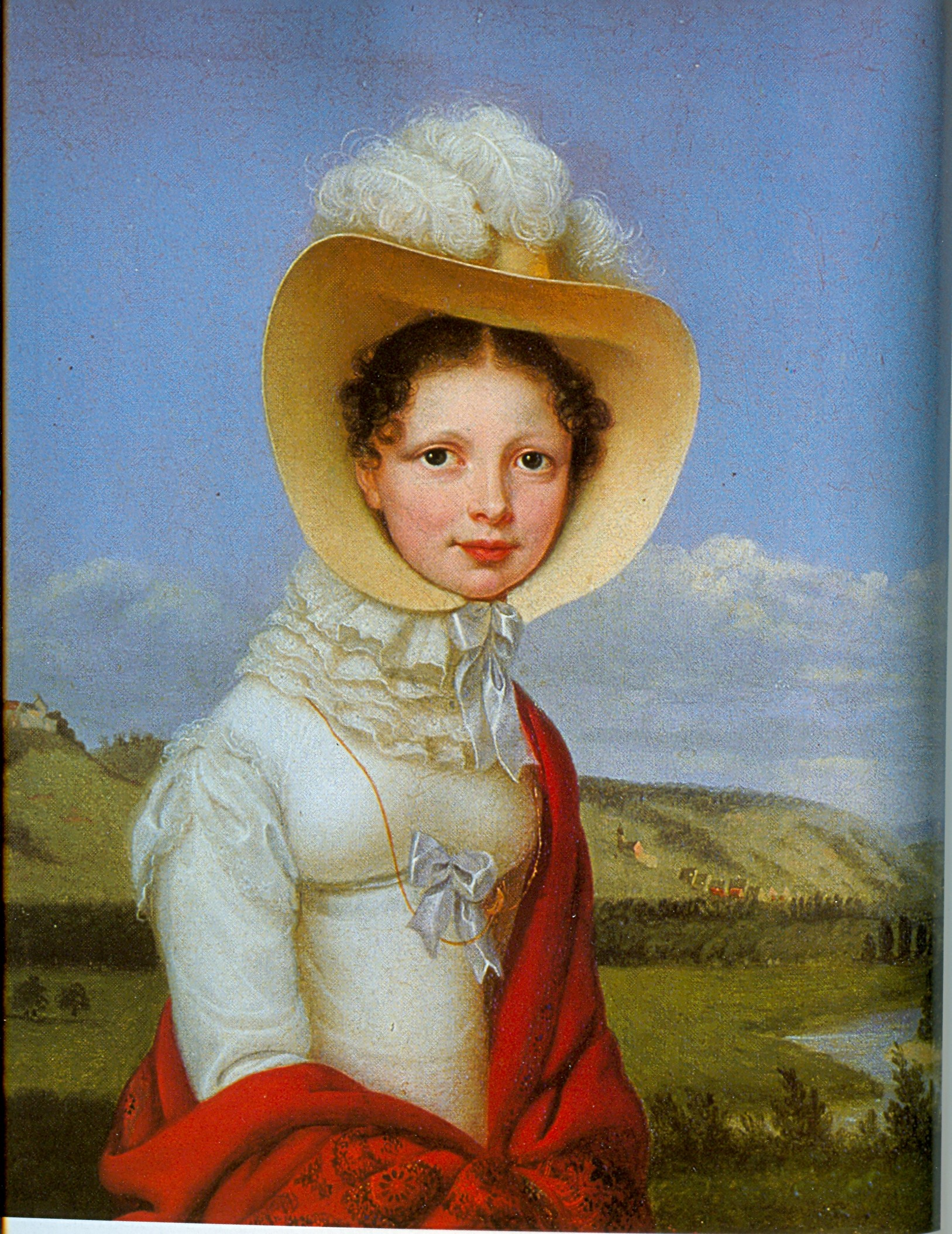
Екатерина Павловна

В это же время Екатерина Павловна начала подыскивать себе кандидатов для нового брака. В её письмах фигурировали герцог Кембриджский, прусский принц и наследный голландский принц, принц Нассау, герцог Кларенс и эрцгерцог Карл Австрийский. В обществе начали распространяться слухи, что эрцгерцог Карл и Екатерина Павловна созданы друг для друга и могут быть прекрасной парой. Но политика Меттерниха вновь развеяла мечты весёлой вдовы. Она покинула Вену и переехала в Веймар, оттуда перебралась в Штутгарт, где встретилась во второй раз (их первая встреча была в Вене) с Вильгельмом Вюртембергским, одним из бывших претендентов на её руку. Между ними вспыхнули чувства. О своих симпатиях она призналась брату Александру. Однако сначала Вильгельм должен был развестись с женой, баварской принцессой Шарлоттой, на которой он женился под давлением Наполеона. Пока шёл бракоразводный процесс, Екатерина и Вильгельм вели оживлённую переписку.
Весной 1814 года великая княгиня путешествовала по Голландии, а летом посетила Великобританию, где на переговорах способствовала браку своей сестры Анны Павловны с принцем Оранским, впоследствии королём нидерландским Виллемом II. Осенью 1814 года Екатерина Павловна сопровождала императора Александра на Венский конгресс и не оставалась в стороне от хода его совещаний. Она активно участвовала на всех приёмах, балах и увеселениях. Принц де Линь, увидевший Екатерину Павловну, ровно как и её сестру Марию Павловну на конгрессе, дал им сравнительную характеристику: «Великая княгиня Мария привязывает к себе сердца, а Екатерина берет их приступом». Лето 1815 года великая княгиня провела в Веймаре, осенью присутствовала во Франкфурте-на-Майне на Союзном сейме, а 2 декабря вернулась в Петербург, куда вскоре прибыл и Вильгельм.

## Второй брак

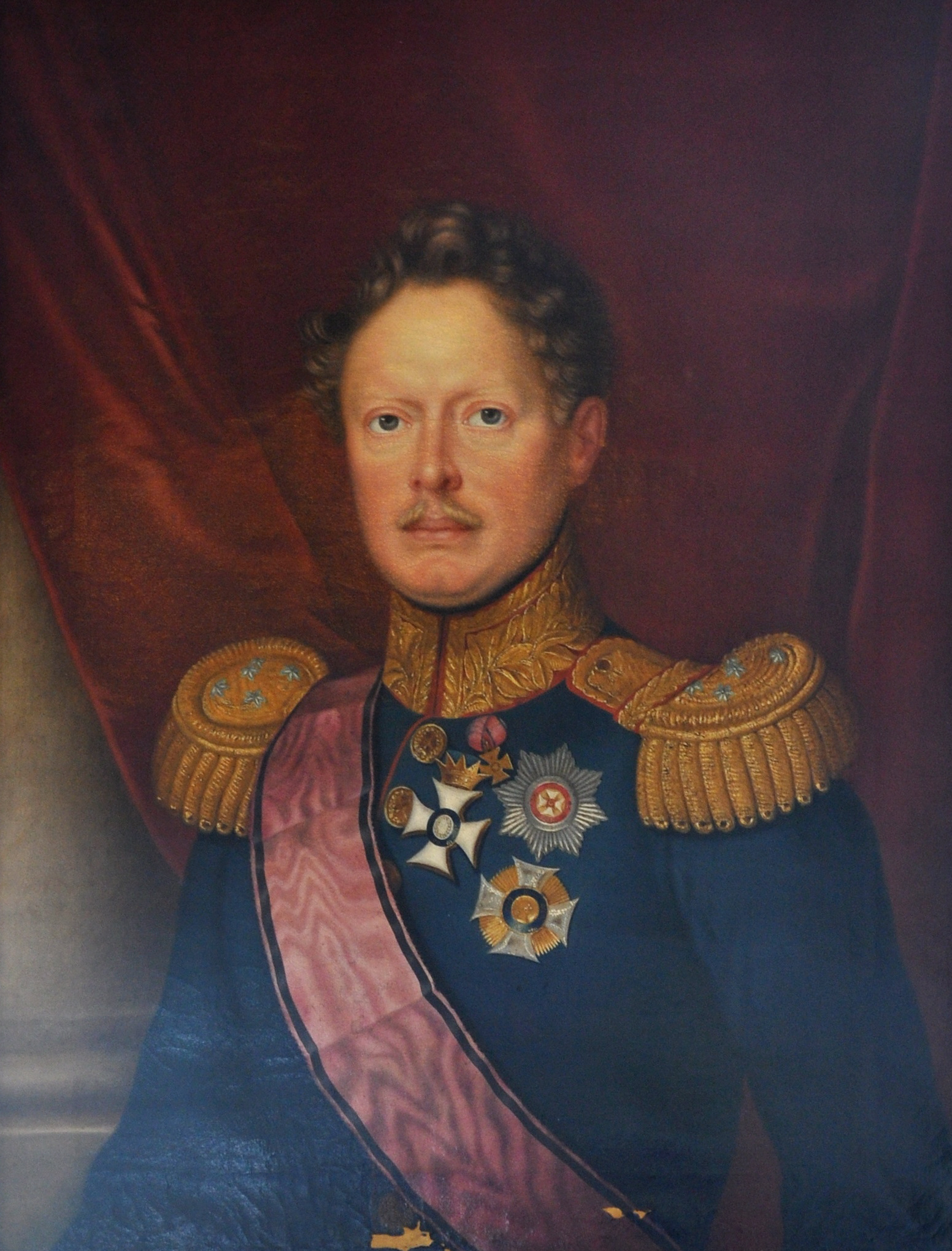
Вильгельм I Вюртембергский

10 августа 1814 года Вильгельм Вюртембергский писал Екатерине Павловне, что его брак с Шарлоттой существует «только для мира», но для обретения свободы «требуется продолжительное время и множество формальностей». 31 августа 1814 года королевский суд Вюртемберга объявил его брак расторгнутым. Но петербургский двор, так же как и баварский, требовали аннулирования брака Папой Римским, который долго молчал. Лишь 12 января 1816 года Папа Пий VII признал брак несуществующим. После поездки во Франкфурт-на-Майне Вильгельму было разрешено официально просить у Марии Фёдоровны руки её дочери. 8 января 1816 года в Петербурге состоялась их помолвка. 12 января 1816 года Екатерина Павловна стала женой своего двоюродного брата, наследного принца вюртембергского Вильгельма, в том же году вступившего на престол. Отец Вильгельма и мать Екатерины были родными детьми герцога Фридриха Евгения Вюртембергского. Первое время супруги провели в Петербурге. В феврале 1816 года они присутствовали на свадьбе Анны Павловны с кронпринцем Нидерландов, в марте они покинули столицу и в апреле торжественно въехали в Штутгарт.
Став королевой, Екатерина Павловна ревностно заботилась о народном образовании; во время голода 1816 года оказала стране важную услугу основанием в 1817 году «благотворительного общества»; содействовала устройству домов трудолюбия. Для создания этого общества она созвала лиц мужского и женского пола, принадлежавших ко всем сословиям. Король, желая поддержать инициативу супруги, выделил 10 000 флоринов на ежегодную помощь бедным. Мать королевы, императрица Мария Фёдоровна, тоже не осталась в стороне — стала членом Общества с ежегодным взносом 2000 рублей, причём Николай I велел продолжать этот взнос на будущее время. Екатерина Павловна и сама жертвовала очень много — давала необходимые суммы для первоначального устройства различных профильных учреждений и организаций, отпочковывавшихся от первоначального Общества благотворительности. Королева покровительствовала культурной жизни Вюртемберга, поддерживала тесные контакты с деятелями искусства и регулярно бывала на представлениях придворного театра. Чтобы поднять престиж Вюртемберга, она решила на собственные деньги выкупить уникальную коллекцию братьев Буассере, но преждевременная смерть помешала ей осуществить этот план. Осенью 1818 года Екатерина Павловна в последней раз видела мать и брата Александра, которые гостили у неё в Штутгарте после Ахенского конгресса.

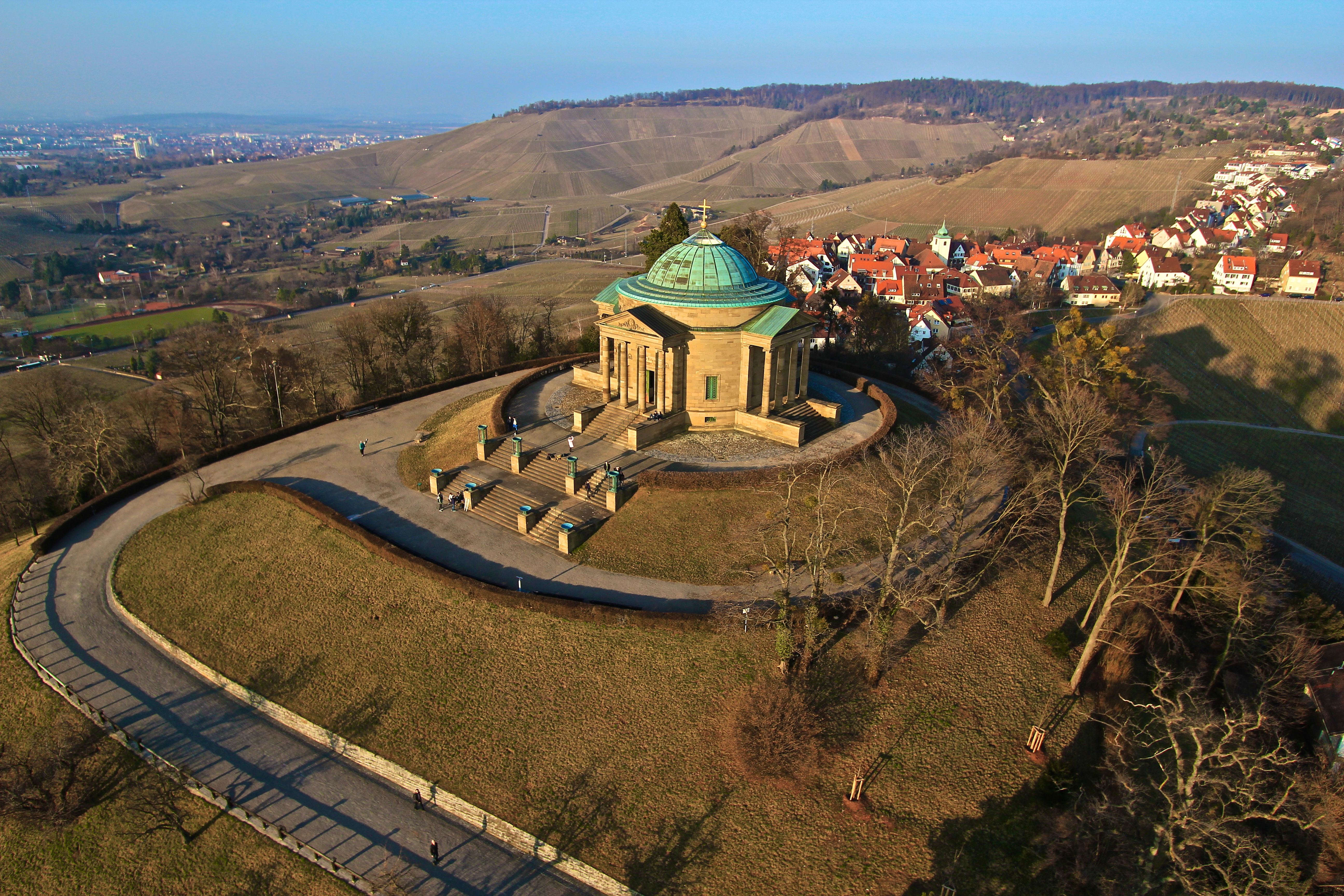
Мавзолей королевской четы

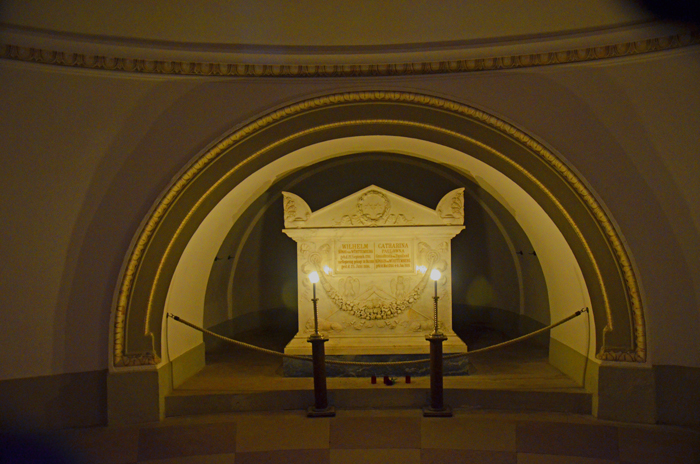
Саркофаг с прахом Екатерины и короля Вильгельма

В новогодние дни 1819 года королевская чета праздновала вместе со всем народом годовщину провозглашения Вюртемберга королевством. 1 января Екатерина Павловна присутствовала на праздничном обеде, 2 января вместе с мужем была на конном заводе в Вейль, а 3 января — на представлении придворного театра. Шесть дней спустя, 9 января 1819 года, она внезапно скончалась. Эта преждевременная смерть породила много слухов и домыслов. Официально причиной смерти называлось рожистое воспаление лица. Однако ходили слухи, что Екатерина Павловна простудилась, преследуя верхом своего неверного мужа, отправившегося на тайное свидание. Проведённое вскрытие показало, что смерть наступила в результате апоплексического удара, причиной которого было нестабильное общее состояние здоровья Екатерины Павловны: частые геморроидальные кровотечения и судороги, сопровождавшиеся потерей сознания, преследующие её с момента смерти первого мужа.
14 января 1819 года прах Екатерины Павловны был временно захоронен в княжеском склепе монастырской церкви в Штутгарте. Через два года, согласно её завещанию, её гроб был перенесён в Грабкапелле на вершину горы Ротенберг, где король Вильгельм выстроил специально для этого церковь во имя св. Екатерины, описанную в стихотворении Ф. Тютчева «Над виноградными холмами плывут златые облака…». Там же раз в году происходит православное богослужение в её честь. Смерть Екатерины Павловны оплакана в элегиях, написанных В. А. Жуковским («Ты улетел, небесный посетитель…») и князем Иваном Долгоруким. В честь любимого цветка супруги король назвал загородный дворец Розенштейн.

## Дети
От первого брака:
- Фридрих Павел Александр (1810—1829), после смерти матери вместе с братом был передан на воспитание своему деду в Ольденбург.
- Константин Фридрих Петер (Пётр) (1812—1881), российский государственный деятель, сенатор, благотворитель.

От второго брака:
- Мария Фредерика Шарлотта (1816—1887), замужем (с 1840) за графом Альфредом фон Нейппергом (1807—1865).
- София Фредерика Матильда (1818—1877), замужем (с 1839) за королём Нидерландов Виллемом III.

Дети
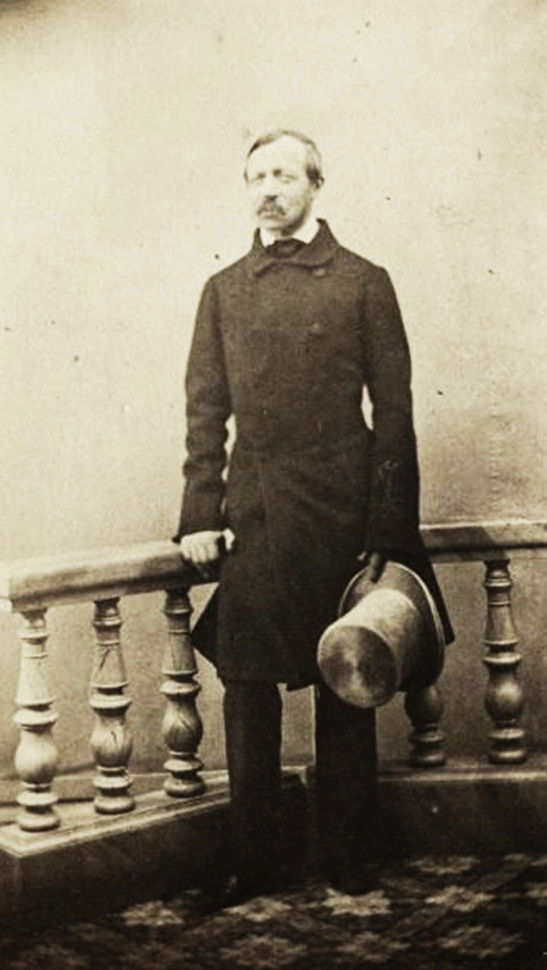
Пётр
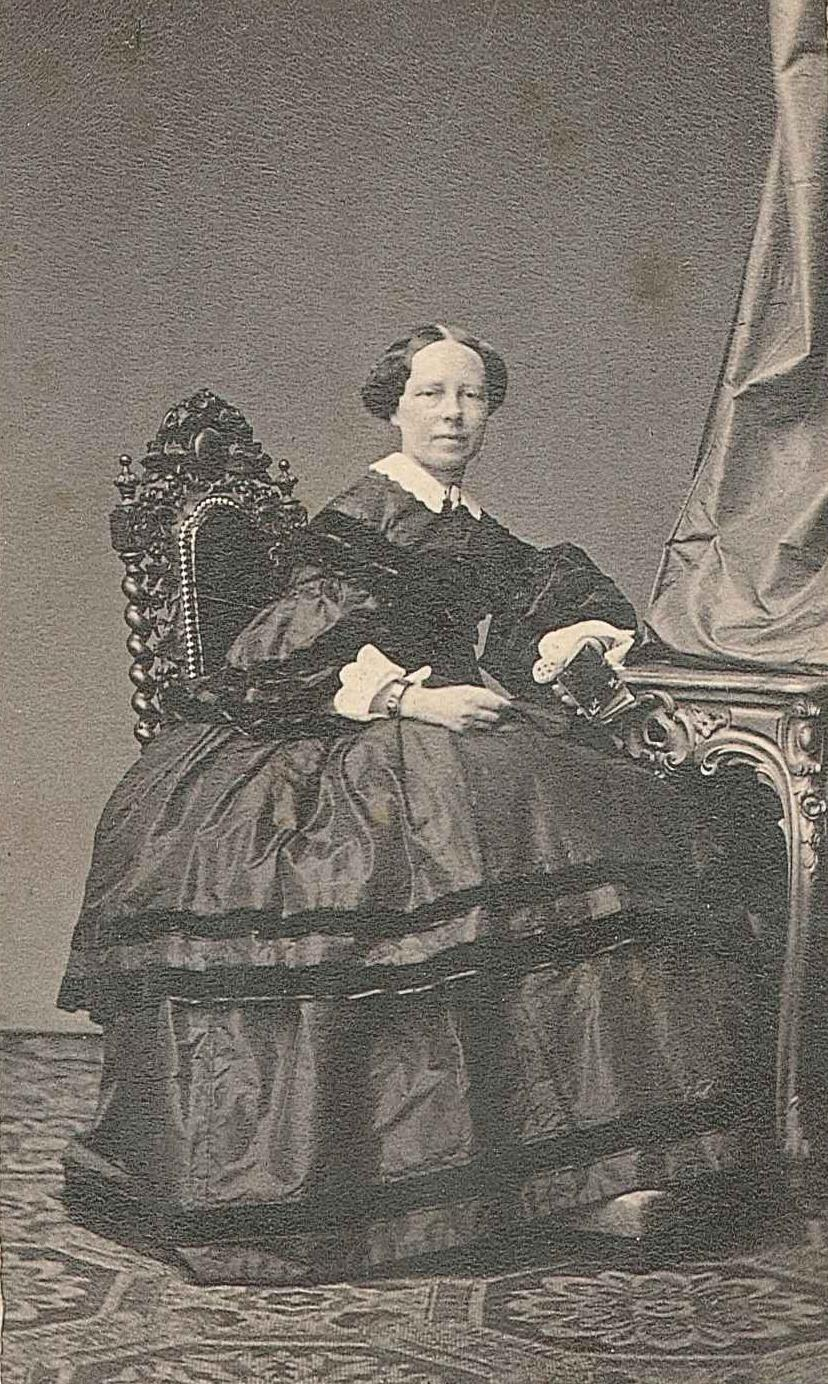
Мария
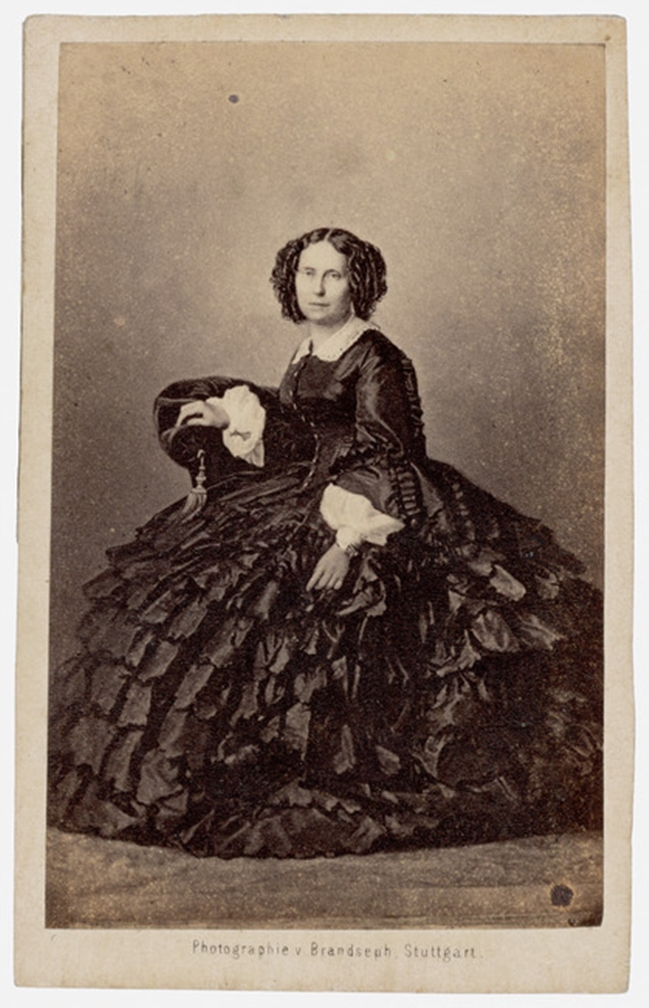
София

## В художественной литературе
Екатерина Павловна — главная героиня исторической повести Михаила Казовского «Катиш и Багратион» («Молодая гвардия», 2012).

## Образ в кино
- «Багратион» (1985) — актриса Ирина Малышева
- Адъютанты любви — Анна Тришкина
- Александр l — Полина Гухман